# Referéndum constitucional de Senegal de 2016
Un referéndum constitucional se llevó a cabo en Senegal el 20 de marzo de 2016. Los cambios propuestos incluyeron una disminución del período presidencial de 7 a 5 años. El actual presidente Macky Sall gobernará por 7 años, ya que esta reforma solo se aplicaría a partir de la elección presidencial en 2019.

## Antecedentes
Se proponen quince cambios en la Constitución, incluyendo:
- El recorte del período presidencial de 7 a 5 años. Entrará en vigencia desde las elecciones presidenciales de 2019.
- El reconocimiento constitucional del Líder de la Oposición.
- Aumento de competencias de las autoridades locales.
- Los derechos a un medio ambiente sano.
- Los cambios en los derechos de propiedad de la tierra y los recursos naturales.